# Primera Fuerza 1904/05
Die Saison 1904/05 war die dritte Spielzeit der in Mexiko eingeführten Fußball-Liga, die in der Anfangszeit unter dem Begriff Primera Fuerza firmierte.

Die Meistermannschaft des Pachuca Athletic Club.

## Teilnehmer
| Mannschaft            | Stadt                      | Sportplatz                                        |
| --------------------- | -------------------------- | ------------------------------------------------- |
| British Club          | Mexiko-Stadt               | Campo del Reforma Athletic Club (als Zweitnutzer) |
| San Pedro Golf Club   | San Pedro de los Pinos     | Campo del San Pedro Golf Club                     |
| Pachuca Athletic Club | Pachuca de Soto            | Campo Velódromo                                   |
| Puebla Athletic Club  | Heroica Puebla de Zaragoza | Campo del Segundo Velódromo                       |
| Reforma AC            | Mexiko-Stadt               | Campo del Reforma Athletic Club                   |

## Veränderungen
Der Orizaba Athletic Club als erster Meister in der Eröffnungssaison 1902/03 hatte sich nach der vorangegangenen Saison 1903/04 wahrscheinlich aufgrund von Personalproblemen (viele Spieler hatten die Stadt Orizaba mittlerweile verlassen) aus der Liga zurückgezogen und der Vorjahresmeister Mexico Cricket Club war im neu geformten San Pedro Golf Club aufgegangen. Neu in die Liga aufgenommen wurde der Puebla Athletic Club, der das Turnier abgeschlagen auf dem letzten Tabellenplatz abschloss und kein einziges Tor erzielte. Dafür gewann der Pachuca Athletic Club als Tabellenletzter der Vorsaison, in der nur ein einziger Punktgewinn erzielt werden konnte, diesmal die Meisterschaft.

## Saisonverlauf
Das erste Spiel fand am 8. September 1904 zwischen dem Pachuca Athletic Club und dem British Club statt und endete mit einer 0:1-Heimniederlage des kommenden Meisters gegen den späteren Vizemeister. Das letzte Spiel wurde am 15. Januar 1905 zwischen dem Reforma Athletic Club und dem San Pedro Golf Club ausgetragen und endete mit einem 4:0-Sieg der Heimmannschaft. Insgesamt 4 Begegnungen wurden nicht ausgetragen und entsprechend gewertet (siehe Anmerkung zur Kreuztabelle).

## Abschlusstabelle 1904/05
| Pl. | Verein                | Sp. | S | U | N | Tore    | Diff. | Punkte |
| --- | --------------------- | --- | - | - | - | ------- | ----- | ------ |
| 1.  | Pachuca Athletic Club | 8   | 5 | 2 | 1 | 009:300 | +6    | 12:40  |
| 2.  | British Club          | 8   | 6 | 0 | 2 | 014:900 | +5    | 12:40  |
| 3.  | Reforma Athletic Club | 8   | 4 | 2 | 2 | 014:900 | +5    | 10:60  |
| 4.  | San Pedro Golf Club   | 8   | 2 | 2 | 4 | 008:130 | −5    | 06:10  |
| 5.  | Puebla Athletic Club  | 8   | 0 | 0 | 8 | 000:110 | −11   | 0:16   |

## Kreuztabelle
Die Kreuztabelle stellt die Ergebnisse aller Spiele dieser Saison dar. Die Heimmannschaft ist in der linken Spalte aufgelistet und die Gastmannschaft in der obersten Reihe.
| 1904/05 | 1904/05             | PAC  | BC  | RAC | SPG  | PUE  |
| 01.     | Pachuca AC          |      | 0:1 | 2:2 | 1:0  | 1:0  |
| 02.     | British Club        | 0:2  |     | 3:1 | 5:1  | Anm. |
| 03.     | Reforma AC          | 0:2  | 4:1 |     | 4:0  | Anm. |
| 04.     | San Pedro Golf Club | Anm. | 1:2 | 1:1 |      | 5:0  |
| 05.     | Puebla AC           | 0:1  | 0:2 | 0:2 | Anm. |      |

Anm. Das Spiel zwischen dem San Pedro Golf Club und dem Pachuca Athletic Club wurde nicht ausgetragen und als Remis gewertet. Die ebenfalls nicht ausgetragenen Partien des Puebla Athletic Club (auswärts beim British Club und beim Reforma Athletic Club sowie mit Heimrecht gegen den San Pedro Golf Club) wurden jeweils mit einer Niederlage für Puebla und einem Sieg für den Gegner gewertet. Die Wertungen hatten keinen Einfluss auf das Torverhältnis, in dem nur die tatsächlich ausgetragenen Begegnungen berücksichtigt sind.